# Piet Hein
Piet Hein, danski matematik, izumitelj, pisatelj in pesnik, * 16. december 1905, København, Danska, † 18. april 1996, otok Fyn, Danska.
Hein je velikokrat pisal pod psevdonimom »Kumbel«, kar pomeni nagrobnik. Njegove kratke pesmi, gruke, so se prvič pojavile v časopisu Politiken kmalu po nacistični zasedbi Danske aprila 1940 pod psevdonimom Kumbel Kumbell.
Študiral je na Inštitutu za teoretično fiziko Univerze v Københavnu in na Danski tehniški univerzi (DTU). Leta 1972 je od Univerze Yale prejel častni doktorat.
Hein je bil potomec nizozemskega mornariškega častnika Pieta Pieterszoona Heina. Hein je izumitelj kocke soma.